# Bonaventure Petit
Pour les articles homonymes, voir Petit.
 (juillet 2024).
La mise en forme du texte ne suit pas les recommandations de Wikipédia : il faut le « wikifier ».
Les points d'amélioration suivants sont les cas les plus fréquents. Le détail des points à revoir est peut-être précisé sur la page de discussion.
- Les titres sont pré-formatés par le logiciel. Ils ne sont ni en capitales, ni en gras.
- Le texte ne doit pas être écrit en capitales (les noms de famille non plus), ni en gras, ni en italique, ni en « petit »…
- Le gras n'est utilisé que pour surligner le titre de l'article dans l'introduction, une seule fois.
- L'italique est rarement utilisé : mots en langue étrangère, titres d'œuvres, noms de bateaux, etc.
- Les citations ne sont pas en italique mais en corps de texte normal. Elles sont entourées par des guillemets français : « et ».
- Les listes à puces sont à éviter, des paragraphes rédigés étant largement préférés. Les tableaux sont à réserver à la présentation de données structurées (résultats, etc.).
- Les appels de note de bas de page (petits chiffres en exposant, introduits par l'outil «  Source ») sont à placer entre la fin de phrase et le point final[comme ça].
- Les liens internes (vers d'autres articles de Wikipédia) sont à choisir avec parcimonie. Créez des liens vers des articles approfondissant le sujet. Les termes génériques sans rapport avec le sujet sont à éviter, ainsi que les répétitions de liens vers un même terme.
- Les liens externes sont à placer uniquement dans une section « Liens externes », à la fin de l'article. Ces liens sont à choisir avec parcimonie suivant les règles définies. Si un lien sert de source à l'article, son insertion dans le texte est à faire par les notes de bas de page.
- La présentation des références doit suivre les conventions bibliographiques. Il est recommandé d'utiliser les modèles {{Ouvrage}}, {{Chapitre}}, {{Article}}, {{Lien web}} et/ou {{Bibliographie}}. Le mode d'édition visuel peut mettre en forme automatiquement les références.
- Insérer une infobox (cadre d'informations à droite) n'est pas obligatoire pour parachever la mise en page.

Pour une aide détaillée, merci de consulter Aide:Wikification.
Si vous pensez que ces points ont été résolus, vous pouvez retirer ce bandeau et améliorer la mise en forme d'un autre article.
Bonaventure François Joseph Petit, né à Prades (Pyrénées-Orientales) le 14 octobre 1811 et mort à Perpignan (Pyrénées-Orientales) le 3 mars 1901, est un professeur de piano, organiste et compositeur français.

## Biographie

### Jeunesse
Bonaventure Petit est né le 14 octobre 1811 (à six heures du soir) à Prades. Il est le fils de Félix Petit, perruquier, et de Thérèse Bès, sans profession. Il est le cinquième d'une famille de neuf enfants. Ses nécrologues et biographes nous informent qu'il a été élève au Petit séminaire de Prades et qu'il a reçu de son père professeur de violon et du frère Pascual, religieux franciscain chassé d'Espagne, les premières leçons de piano et d'harmonie. Plus tard, il se serait rendu à Paris pour poursuivre ses études auprès de Jacques Fromental Halévy (harmonie et composition) et de Louis James Alfred Lefébure-Wély (orgue). À ce jour, aucun élément ne confirme ces informations.

### Débuts

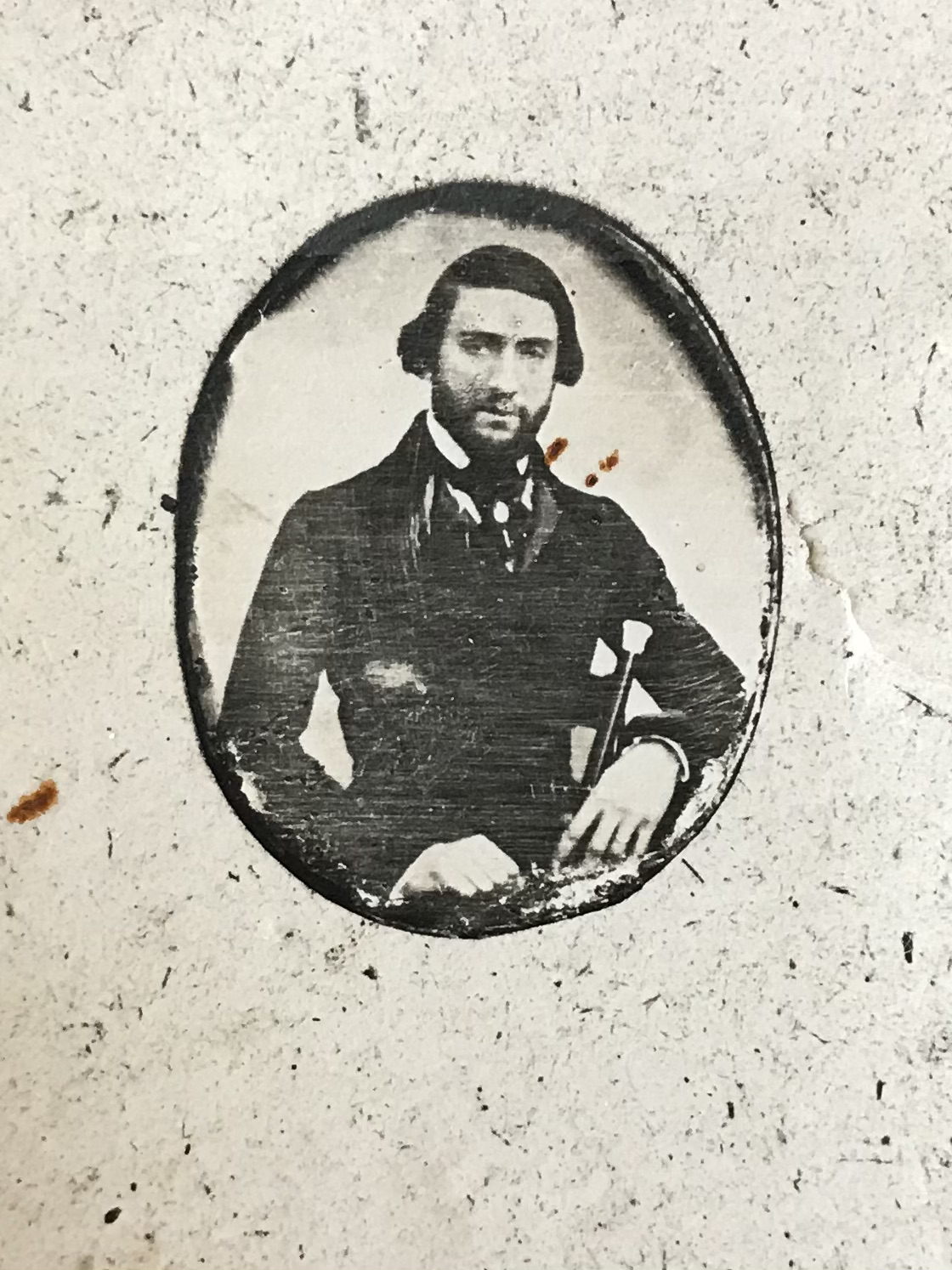
Daguerréotype de Bonaventure Petit (non daté)

Dès son installation à Perpignan en 1829 au 27 rue Grande Saint-Jacques, Bonaventure Petit, âgé de 19 ans, assure parallèlement des fonctions d'organiste, vraisemblablement à l’église Notre-Dame de La Réal, et de professeur de piano au Pensionnat du Sacré-Cœur. Progressivement, il est remarqué par la société perpignanaise. En janvier 1833, il donne un premier concert, en novembre 1839, sa première messe pour solistes, chœur et orchestre est créée, puis en mars 1842, son premier Stabat Mater,. Durant cette période, le 29 janvier 1835, il se marie avec Marie Francès, sans profession, âgée de 20 ans. De cette union naîtront six enfants, dont Émile Petit (1846-1923) qui suivra une carrière musicale à l'image de son père. La fille aînée d'Émile Petit, Marie Antoinette (1873-1942), professeur de piano et compositrice, se mariera à Perpignan le 10 février 1903 avec le sculpteur Jean-Baptiste Belloc.

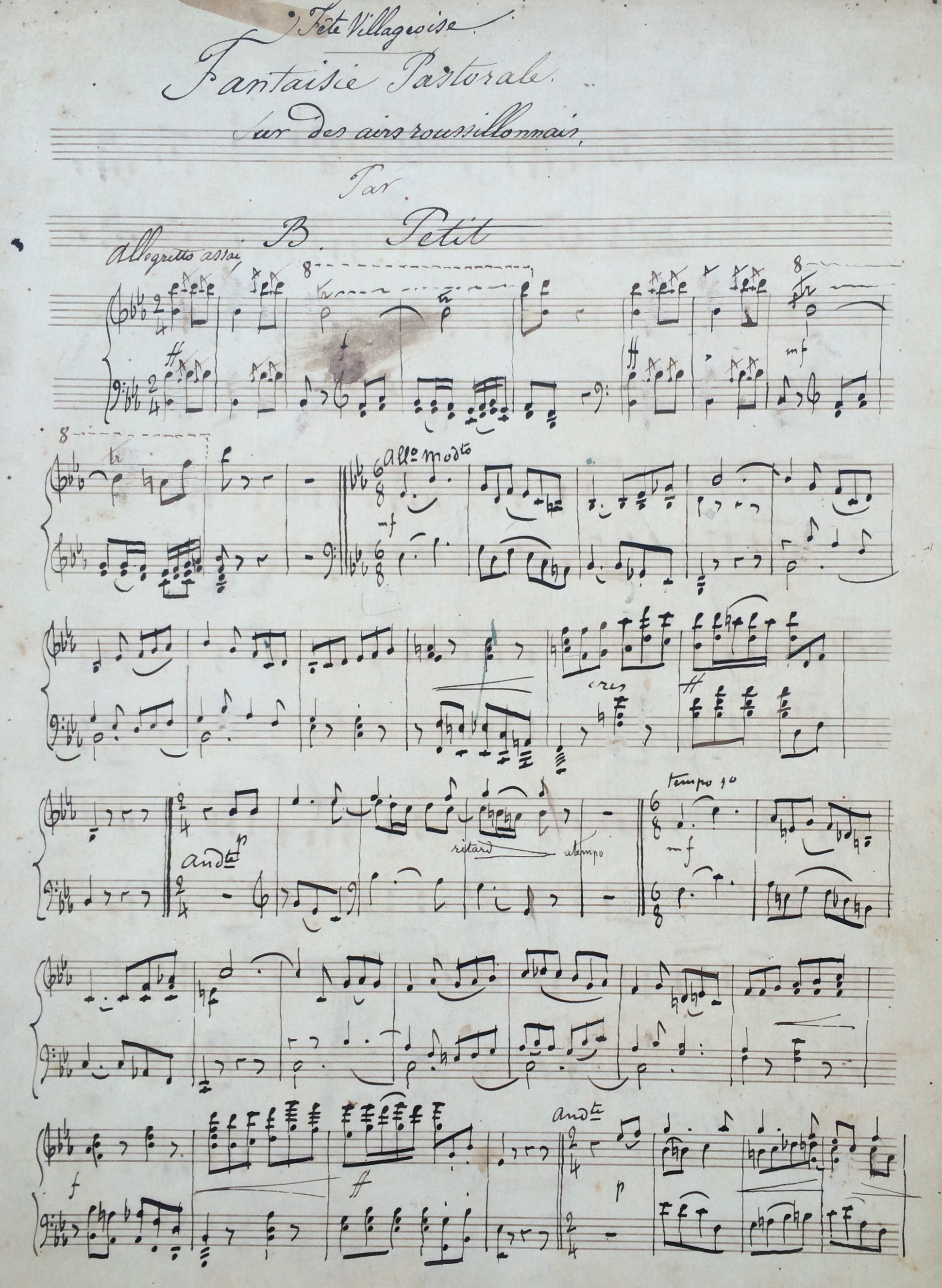
Transcription pour piano de la Fête villageoise sur des airs roussillonnais

### Reconnaissance
En mars 1845, après concours, il est nommé organiste titulaire du grand orgue de la cathédrale Saint-Jean-Baptiste. Indépendamment du casuel, il perçoit 1200 francs par an de traitement. Cette nomination s'avère une véritable promotion sociale. Cette troisième période de sa vie coïncide avec la création de la quasi-totalité de ses œuvres qui comprennent un grand opéra, Velléda (1853), trois opéras-comiques, Gérardo ou l’Orphelin de Pietra-Santa (1846), Le bailli du village (1860) et La clochette d’amour (1861) écrits pour le théâtre municipal de Perpignan, dix-huit messes, dont une de Requiem (1864) pour solistes, chœur et grand orchestre à la mémoire de Monseigneur Philippe Gerbet, trois Stabat Mater (1842, 1866 et 1874), des motets, de la musique symphonique, des pièces pour piano, des mélodies, des chants patriotiques… On ne possède aucune œuvre pour orgue et cela malgré l'insistance de ses contemporains à mettre par écrit ses improvisations jouées au cours des nombreux offices de la cathédrale. À l'orgue, il revendiquait avoir pour maîtres les organistes Lefébure-Wély et Fessy. En 1894, il est nommé au poste de professeur d'harmonie et de piano (hommes) à l’École nationale de musique de Perpignan. Comme l'attestent les rapports d'inspection, son grand âge ne lui permettra pas d'assurer ses cours. Bonaventure Petit décède le 3 mars 1901 à Perpignan à l'âge de 89 ans. Il est enterré au cimetière Saint-Martin de Perpignan. 
« Somme toute il n'a manqué au maître pour avoir un nom en France que de vivre sur un théâtre moins restreint. Forcément en se fixant et en se confinant à Perpignan, il s'est replié sur lui-même et n'a pas pris contact avec les célébrités qui se sont succédé en France depuis qu'il a quitté Paris. L'artiste chrétien au point de vue professionnel y a gagné mais sa renommée y a perdu. C'est ce qui explique pourquoi la plupart de ses œuvres sont restées enfouies dans sa bibliothèque. Les fouilleurs de l'avenir y trouveront de vrais trésors inexplorés. »

## Œuvres
Les œuvres de ce musicien sont principalement conservées au Département de la musique de la Bibliothèque nationale (Site Richelieu-Louvois), aux Archives départementales des Pyrénées-Orientales (Fonds 89 J et 124 J) ainsi qu'à la Médiathèque centrale de Perpignan.
Le fonds 124 J déposé par Mme Jacqueline Molins et M. Jean-Louis Pech, descendants de Bonaventure Petit, conserve les œuvres de ce musicien.
| Cote                                    | Œuvre                                            | Fiche de catalogage |
| --------------------------------------- | ------------------------------------------------ | --- |
| 124J7                                   | Messe de Requiem                                 | Messe n°8 ou Messe de requiem. Manuscrit, 1864, [219 p.], 33cm. Solistes et chœur mixte avec accompagnement d'un grand orchestre. "A la mémoire de Monseigneur Gerbet, évêque de Perpignan messe de requiem (8ème messe) composée par B. Petit, organiste de la cathédrale de Perpignan. Cette messe a été chantée pour la 1ère fois, le 11 août 1864, aux obsèques de Monseigneur Gerbet, Évêque de Perpignan." |
| 124J8 124J9 124J10 124J23 124J24 124J25 | Messes                                           | Messe n°9. Manuscrit, [ca 1865-1870], [56 p.], 35 cm. Messe n°17. Manuscrit, [ca 1890], [33 p.], 37 x 29 cm. Messe en mi b majeur. Messe à 4 parties. Manuscrit, [ca 1880], [13 p.], 36 x 28 cm. Messe. Manuscrit, Sans date, 69 p., 35 x 26,5 cm. Messe brève. Manuscrit, Sans date, 43 p., 34 x 26 cm. Messe n°5. Manuscrit, Sans date, 124 p., 35 x 27 cm. |
| 124J22                                  | Oratorio                                         | "Allégresse des bergers à la vue de Jésus naissant (Noël)." Manuscrit, Sans date [53 p.], 36,5 x 27,5 cm. Partie du grand orgue, parties des chœurs, matériel d'orchestre et conducteur. |
| 124J11                                  | Stabat Mater n°1                                 | Stabat Mater n°1. Manuscrit, [1842], [117 p.], 34 cm. Chœur d'hommes (dessus, ténors, basses tailles) avec accompagnement d'un quatuor à cordes. 1re exécution : Perpignan, Église Notre-Dame de la Réal, jeudi 24 mars 1842 [Jeudi Saint]. |
| 124J12                                  | Stabat Mater n°2                                 | Stabat Mater n°2 1re exécution : Perpignan, Chapelle des Petites Sœurs des Pauvres, mardi 27 mars 1866. - Manuscrit, Sans date, 129 p., 35,5 x 27 cm. Conducteur orchestre et chœur. - Manuscrit, Sans date, 87 p., 35,5 x 27 cm. Solos, duos, trio, quatuor et chœur alterné avec le chant de l'église ou avec l'orgue et avec accompagnement d'harmonium et de piano. - Manuscrit, Sans date, [25 p.], 36 x 27 cm. Partie pour piano. - Manuscrit, Sans date, [87 p.], 26 cm. Solos, duos, trios et chœur avec accompagnement d'orgue ou d'harmonium alternés avec le grand orgue ou le plain-chant. |
| 124J17                                  | Velléda                                          | « Velléda », grand-opéra tragi-lyrique en quatre actes, paroles de M. Camps. Conducteur, Manuscrit, [1853], [440 p.], 35 cm. Rôles : Quintilius-Varus (fa), Arminius (ut 4), Freymold (fa), le Préfet du camp, un guerrier gaulois (fa), Quintilia (Velléda) (ut 1), Thuzelda (sol). Inc. : « La vie est incertaine, buvons au dieu hasard ! » À noter : 1re représentation à Perpignan, théâtre de la ville, le 7 avril 1853. |
| 124J18                                  | Le Bailly du village                             | « Le Bailly du village », opéra-comique en trois actes, paroles de M.***. Conducteur, Manuscrit, [1860], [393 p.], 35 cm. Rôles : Le Bailli (fa), Beatrix (sol), Jeannette (sol), Lucile (ut 1), Raymond (fa), Gérard (ut 4), Tobie (sol), le Greffier. Inc. : « Amis quelques instants et Monseigneur est parmi nous. » À noter : 1re représentation à Perpignan, théâtre de la ville, février 1860. |
| 121J21                                  | Fête villageoise, symphonie pastorale avec chœur | « Fête villageoise », symphonie pastorale avec chœur. Cette symphonie reprend des airs connus comme « Lou Pardal », «Lous goigs dals ous » ou encore « Mountagnas ragaladas » (orthographe de B. Petit). À noter : 1re représentation à Perpignan, square de la pépinière, musique du 17e régiment d'infanterie de ligne sous la direction de Certon, en décembre 1867. - Manuscrit, Sans date, 90 p., 34 x 26,5 cm. « A Monsieur Justin Durand, symphonie pastorale sur des airs roussillonnais (avec chœur ad libitum) ». Chœur mixte ad libitum avec accompagnement d'un grand orchestre. - Manuscrit, Sans date, [50 p.], 28 x 34,5 cm. Conducteur de la version pour orchestre à cuivres (sans le chœur). - Manuscrit, Sans date, [16 p.], 35,5 x 27 cm. « Fête villageoise. Fantaisie pastorale sur des airs roussillonnais ». Version pour piano (sans le chœur). |

Autres œuvres
- 1846 : Gerardo, opéra-comique en 2 actes (créé au théâtre municipal de Perpignan, rejoué pour la première fois en 2018 à Perpignan et Céret[22]) ;
- 1896 : Retour à Banyuls, barcarolle[23].

## Analyse des œuvres

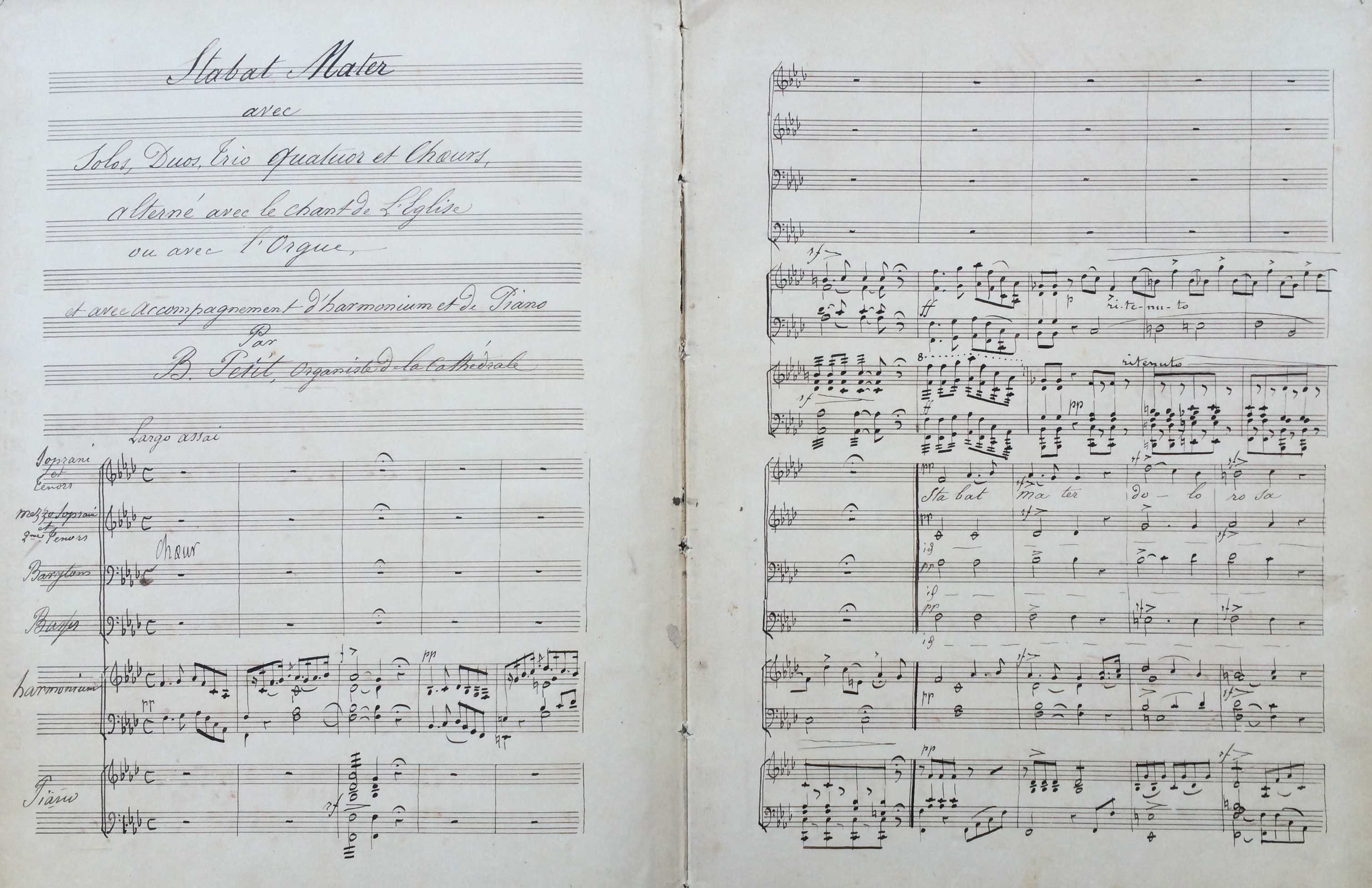
Deuxième Stabat Mater dans sa version pour solistes, chœur avec accompagnement d'harmonium et de piano

Durant sa longue carrière, Bonaventure Petit a eu l’occasion de toucher à beaucoup de genres musicaux et son œuvre est représentative d’un siècle qui a vu partout en France se développer une intense activité musicale.  C’est toutefois dans la musique religieuse et avec l’opéra qu’il s’est principalement illustré. Trois des quatre œuvres lyriques qui lui sont dues sont accessibles aujourd’hui. Le succès qu’elles connurent en leur temps dans son fief perpignanais, et la qualité de l’écriture vocale qui émane de toutes ses partitions donne aujourd’hui l’envie et entretient l’espoir de les voir un jour ressuscitées.  Si cette production lyrique se concentre sur une quinzaine d’années (1846-1861), la musique religieuse est davantage une constante et le fil conducteur du travail de compositeur de Bonaventure Petit. Etant donné que l’homme n’a pas laissé de témoignage ni sur sa vie ni sur son œuvre, on peut être tenté de deviner à travers son œuvre religieuse l’évolution du personnage et de ses ambitions personnelles. Ainsi, plus de vingt années se sont écoulées entre son premier et son deuxième Stabat Mater. Le premier, dû à la plume d’un homme à l’aube de la trentaine (1842), est une œuvre de grande ampleur qui révèle un tempérament fougueux imprégné du romantisme des années 1830. Le compositeur n’hésite pas dans certains passages à demander de véritables prouesses techniques aux solistes de l’orchestre à cordes qui fait bien plus que soutenir les chanteurs. Le deuxième est au contraire un chef d’œuvre de concision qui nous touche par sa justesse d’expression obtenue avec une grande économie de moyens. Oublié le souci de briller, l’homme mûr se concentre sur sa foi chrétienne qui constitue alors certainement sa motivation principale, aussi bien en tant qu’improvisateur à l’orgue que compositeur prolifique de musique religieuse.